# Astragalus dictamnoides
Astragalus dictamnoides är en ärtväxtart som beskrevs av Nikolai Fedorovich Gontscharow. Astragalus dictamnoides ingår i släktet vedlar, och familjen ärtväxter. Inga underarter finns listade i Catalogue of Life.